# Dorfkirche Möglenz

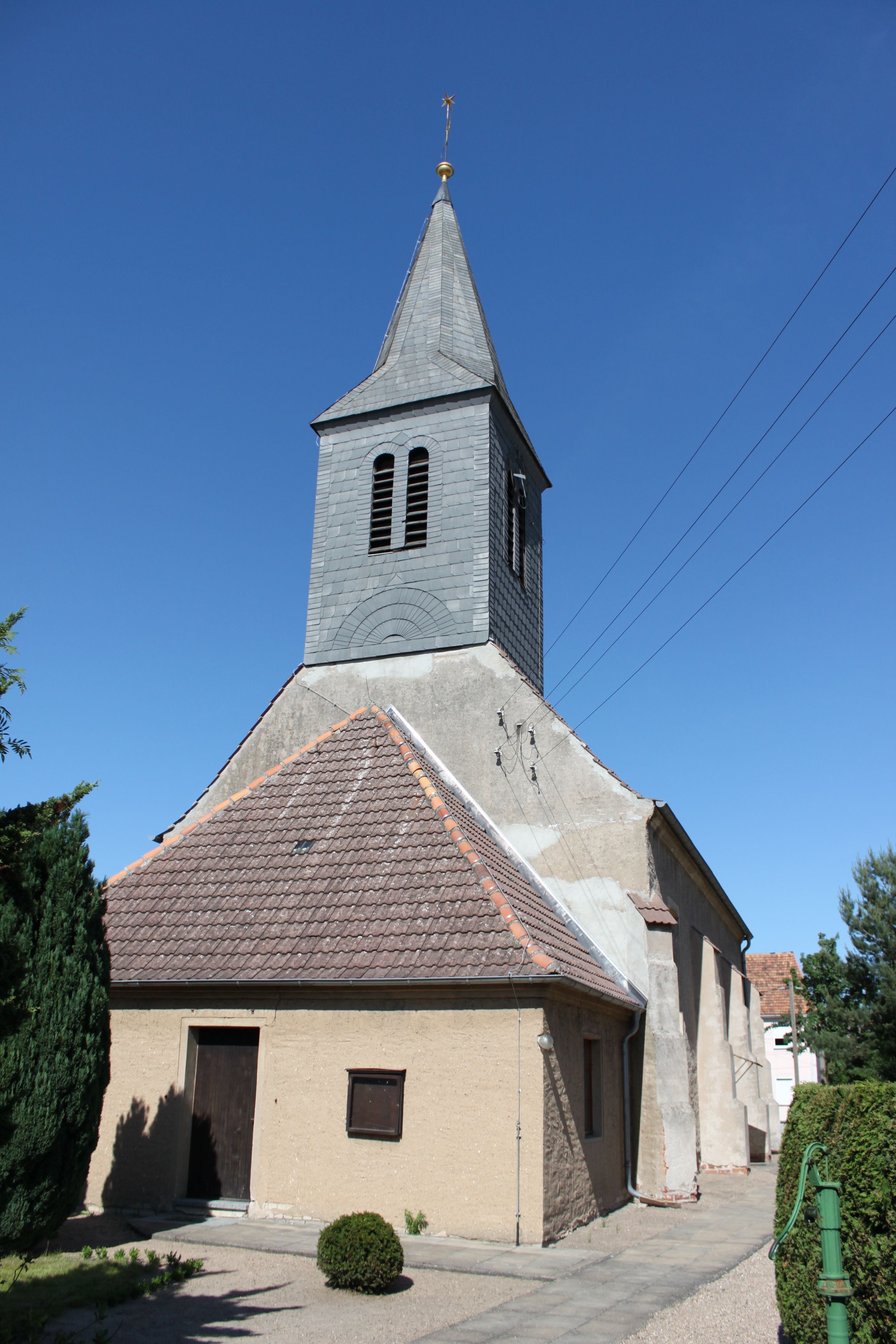
Dorfkirche Möglenz

Die evangelische Dorfkirche Möglenz ist ein denkmalgeschütztes Kirchengebäude im Bad Liebenwerdaer Ortsteil Möglenz im südbrandenburgischen Landkreis Elbe-Elster. Hier ist die Kirche im Ortszentrum mit einem angrenzenden Friedhof zu finden.

## Baubeschreibung und -geschichte
Der Vorgängerbau der Möglenzer Dorfkirche fiel im Jahre 1817 einem verheerenden Dorfbrand zum Opfer. Das Feuer zerstörte neben der Kirche 40 Häuser und viele Scheunen im Dorf. Bereits der Vorgängerbau dieser Kirche war im Jahre 1601 ebenfalls durch ein Feuer zerstört worden.
Bei dem heute bestehenden Bauwerk handelt es sich um einen aus Backstein bestehenden im Kern spätgotischen und verputzten Saalbau aus dem ersten Viertel des 19. Jahrhunderts. In den Jahren 1819–20 wurde die Kirche mit Hilfe von Spenden wieder errichtet. Sie besitzt einen dreiseitigen Ostschluss und Strebepfeiler. Im Westen befindet sich ein aus dem Jahre 1894 stammender quadratischer Dachturm mit Knickhelm. Hier ist außerdem eine 1972 errichtete Vorhalle zu finden.
Das Innere der Kirche ist von einer Hufeisenempore geprägt. Die Ausstattung besteht unter anderem aus einem 1820 in klassizistischer Form geschaffenem Kanzelaltar, einem Pastorenstuhl und einer Sandsteintaufe. Außerdem befindet sich in der Kirche des Weiteren eine im Jahre 1914 vom Liebenwerdaer Orgelbauunternehmen Voigt erschaffene Orgel (op. 31). Diese wurde im Jahre 2003 repariert und verfügt über eine pneumatische Kegellade, ein Manual und acht Register.
Die Kirche war zunächst nach Liebenwerda eingepfarrt, fand aber später als Filialkirche von Saxdorf Erwähnung. Die evangelische Kirchengemeinde Möglenz gehört heute zum Pfarrbereich Bad Liebenwerda im Kirchenkreis Bad Liebenwerda der Evangelischen Kirche in Mitteldeutschland.

## Grabmäler und Gedenken

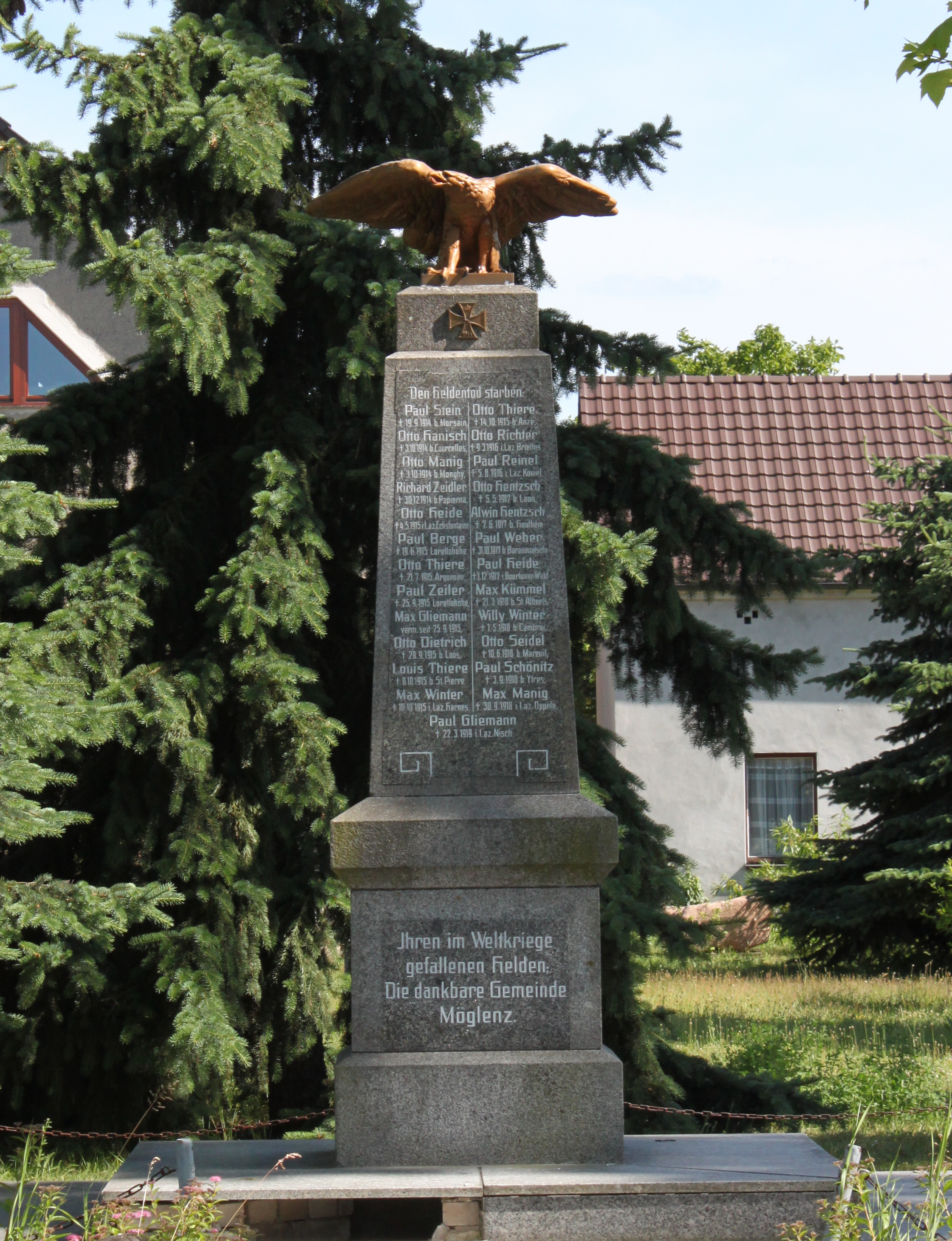
Gefallenendenkmal

Der Möglenzer Kirche schließt sich unmittelbar der kirchliche Friedhof an. Hier ist unter anderem ein Denkmal aufgestellt, welches an die in den beiden Weltkriegen gefallenen Einwohner des Ortes erinnert.
Das Gefallenendenkmal besteht aus einer Stele, die sich auf einem zweistufigen Sockel befindet. An den Seiten befinden sich Tafeln mit den Namen der im Ersten und Zweiten Weltkrieg Gefallenen. Eine weitere Seite trägt ein Widmung. Insgesamt 53 Namen sind auf dem Denkmal verzeichnet, wobei 25 auf den Ersten Weltkrieg fallen.

Inschrift auf dem Gefallenendenkmal
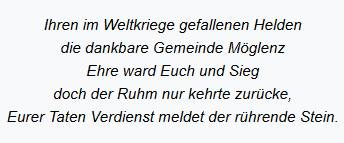